# Amblyopone orizabana
Amblyopone orizabana é uma espécie de formiga do gênero Amblyopone.